# زمین‌لرزه ۱۹۸۳ مجمع‌الجزایر چاگوس
زمین‌لرزه مجمع‌الجزایر چاگوس در تاریخ ۳۰ نوامبر ۱۹۸۳ میلادی، برابر با ‎۹ آذر ۱۳۶۲، ساعت ۱۷:۴۶:۰۰ به زمان یوتی‌سی در قلمرو بریتانیا در اقیانوس هند، منطقه مجمع‌الجزایر چاگوس رخ داد. ژرفای این زلزله ۱۰٫۴ کیلومتر بود، و بزرگی آن ۷٫۷ در مقیاس Mw اعلام شده‌است. زمین‌لرزه به وقت محلی در روز چهارشنبه، ساعت ۲۲ روی داده و منطقه زمانی آن یوتی‌سی +۵ بوده‌است.
سازمان زمین‌شناسی آمریکا نیز رومرکز این زمین‌لرزه را در مختصات ۶°۵۱′۰۷″جنوبی ۷۲°۰۶′۳۶″شرقی / ۶٫۸۵۲°جنوبی ۷۲٫۱۱°شرقی و ژرفای آنرا در ۱۰ کیلومتر گزارش کرده‌است. بزرگی برگزیدهٔ این سازمان از میان بزرگیهای محاسبه‌شدهٔ مختلف ۷٫۷ در مقیاس MS بوده و از دید اثر، در میان چهار دسته‌بندی «نامحسوس»، «محسوس»، «زیان‌آور» یا «با تلفات»، زلزله را «زیان‌آور» اعلام کرده‌است.
پروژهٔ «تنسور گشتاور مرکزوار» زاویه‌های (راستا، شیب، ریک) گسل سازندهٔ زمین‌لرزه و صفحه عمود بر آنرا (°۲۹۳، °۳۵، °۵۲-) یا (°۶۹، °۶۳، °۱۱۳-) و نوع گسل را«عادی» فرارسانده‌است.